# Any-Martin-Rieux
Any-Martin-Rieux je francouzská obec v departementu Aisne v regionu Hauts-de-France. V roce 2011 zde žilo 474 obyvatel.
Obec se nachází zhruba 8 km jižně od hranice s Belgií. Obcí prochází silnice D5.

## Sousední obce
Aubenton, Leuze, Logny-lès-Aubenton, Watigny, Fligny (Ardensko), La Neuville-aux-Joûtes (Ardensko), Signy-le-Petit (Ardensko)

## Vývoj počtu obyvatel
Počet obyvatel 